# Kawit

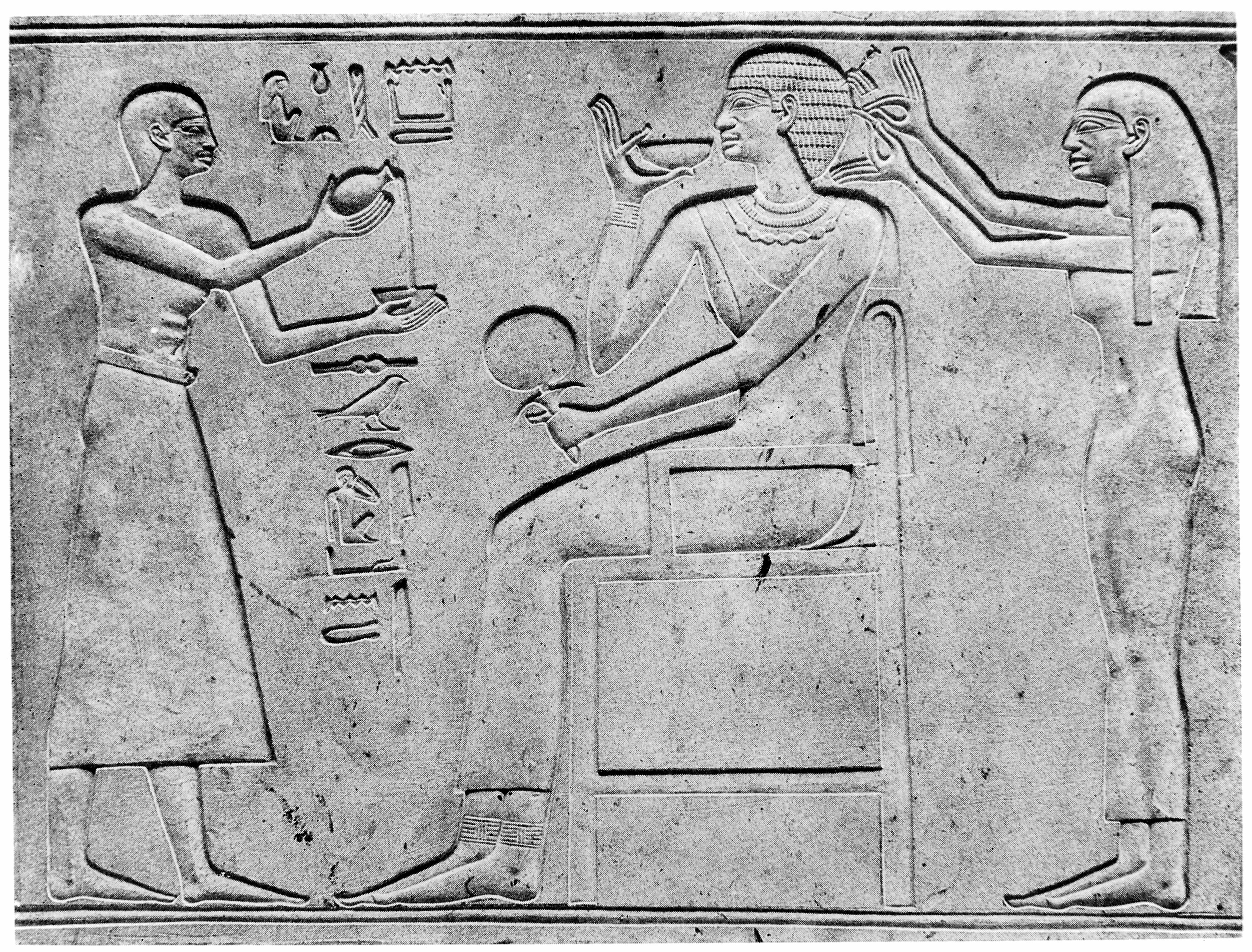
Kawit, người ngồi trên ngai. Một cảnh phù điêu trên quách của bà

Kawit là một vương hậu sống vào thời kỳ Vương triều thứ 11 trong lịch sử Ai Cập cổ đại. Bà là một thứ phi của pharaon Mentuhotep II.

## Chôn cất
Ngôi mộ và nhà nguyện nhỏ của thứ phi Kawit được tìm thấy trong quần thể đền thờ của Mentuhotep II tại Deir el-Bahari, cùng với 5 phu nhân khác: Ashayet, Henhenet, Kemsit, Sadeh và Mayet. Những bà thứ phi của Mentuhotep được suy đoán là người Nubia.
Cỗ quách bằng đá của bà hiện được lưu giữ tại Bảo tàng Ai Cập (số hiệu JE 47394), tình trạng vẫn còn tốt. Dựa theo những phù điêu trên đó, Kawit được mô tả là người phụ nữ có mái tóc ngắn, đang ngồi trên ngai, tay cầm gương soi. Một người hầu nam đang rót nước cho Kawit, trong khi người hầu nữ đang sửa lại tóc cho bà. Ngoài ra, trong mộ còn có sáu bức tượng sáp thu nhỏ của Kawit, đặt trong những cỗ quan tài nhỏ bằng gỗ, đây có thể là những phiên bản đầu tiên của ushabti.
Theo những dòng văn tự khắc trên quách, bà được gọi là "Nữ tư tế của Hathor" và "Người trang hoàng của Vua" (một danh hiệu dành cho các phu nhân). Kawit cũng có mặt trên những bức phù điêu khắc trên đền thờ của Mentuhotep; tại đây bà được gọi với danh hiệu "Người vợ yêu quý của Vua".